# 北洋海軍章程
《北洋海軍章程》于1888年12月17日，清朝北洋水师正式宣告成立同日颁布施行。该章程由任北洋海军旗舰定远舰管带刘步蟾撰写，阐述了北洋水师船制、官制、升擢、事故处理、招考学生、俸饷、恤赏、工需杂费、仪制礼节、钤制、军规、简阅、武备、国旗、将旗、通语旗、水师后路各局等事项。